# 托利尼昂
托利尼昂（法語：Taulignan，法語發音：[toliɲɑ̃]）是法国德龙省的一个市镇，位于该省南部偏西，属于尼永斯区。

## 地理
托利尼昂（44°26'38"N, 4°58'52"E）面积34.65 平方千米，位于法国奥弗涅-罗讷-阿尔卑斯大区德龙省，该省份为法国东南部内陆省份，北起顺时针与伊泽尔省、上阿尔卑斯省、上普罗旺斯阿尔卑斯省、沃克吕兹省和阿尔代什省接壤。
与托利尼昂接壤的市镇（或旧市镇、城区）包括：瓦尔雷阿斯、阿莱拉克、格里尼昂、莱河畔蒙布里松、勒波厄拉瓦、罗什圣塞克雷-贝科讷、萨勒苏布瓦、格里永。

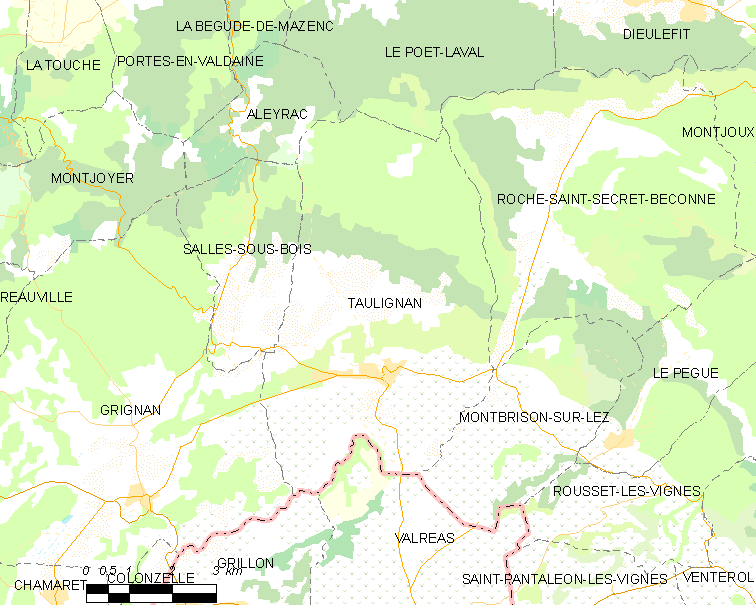
托利尼昂的OSM定位图

托利尼昂的时区为UTC+01:00、UTC+02:00（夏令时）。

## 行政
托利尼昂的邮政编码为26770，INSEE市镇编码为26348。

## 政治
托利尼昂所属的省级选区为格里尼昂县。

## 人口

1962-2008年间托利尼昂人口变化图示

托利尼昂于2022年1月1日时的人口数量为1632人。